# Bélkismaros

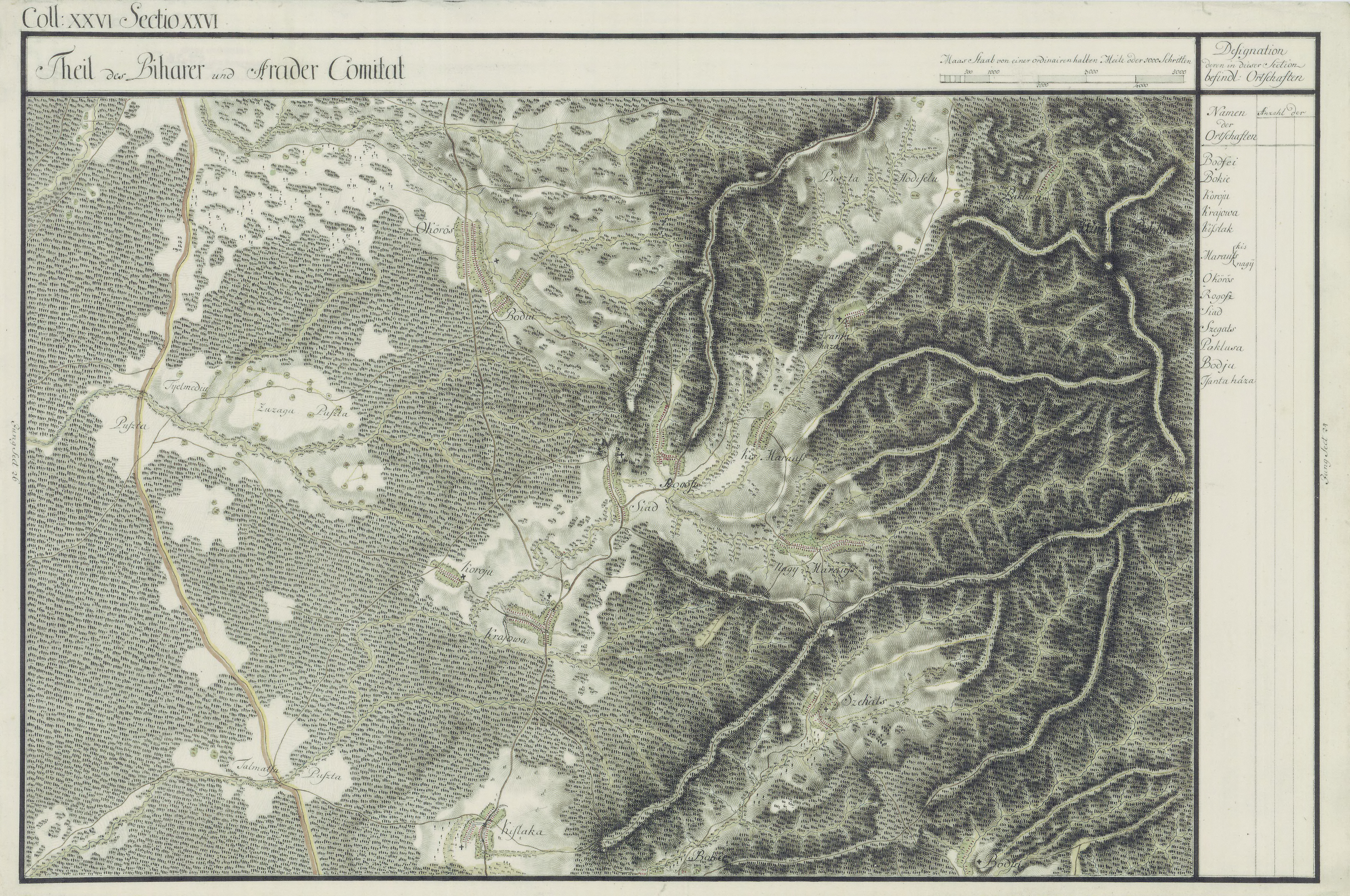
Bélkismaros egy régi térképen

Bélkismaros (Stoinești), település Romániában, a Partiumban, Arad megyében.

## Fekvése
A Béli-hegység alatt, a Siád-patak mellett, Béltől északra, Bélnagymaros, Csontaháza és Bélkirálymező közt fekvő település.

## Története
Bélkismaros, Maros nevét 1808-ban említette először oklevél Marus (Kis-) néven. 1828-ban Kis Maros, 1888-ban Kis-Maros, 1851-ben Bélkismaros néven írták.
1851-ben Fényes Elek írta a településről:
Kis-Maros, Bihar vármegyében, hegyek közt, a váradi deák püspök béli uradalmában, 220 óhitü lakossal, s anyatemplommal.
A település földesura egykor a váradi püspök, aki itt még a 20. század elején is birtokos volt.
1910-ben 320 lakosából 310 román, 7 magyar volt. Ebből 312 görögkeleti ortodox, 7 izraelita volt.
A trianoni békeszerződés előtt Bihar vármegye Béli járásához tartozott.

## Nevezetességek
- Görög keleti temploma 1820-ban épült.